# Akulivik

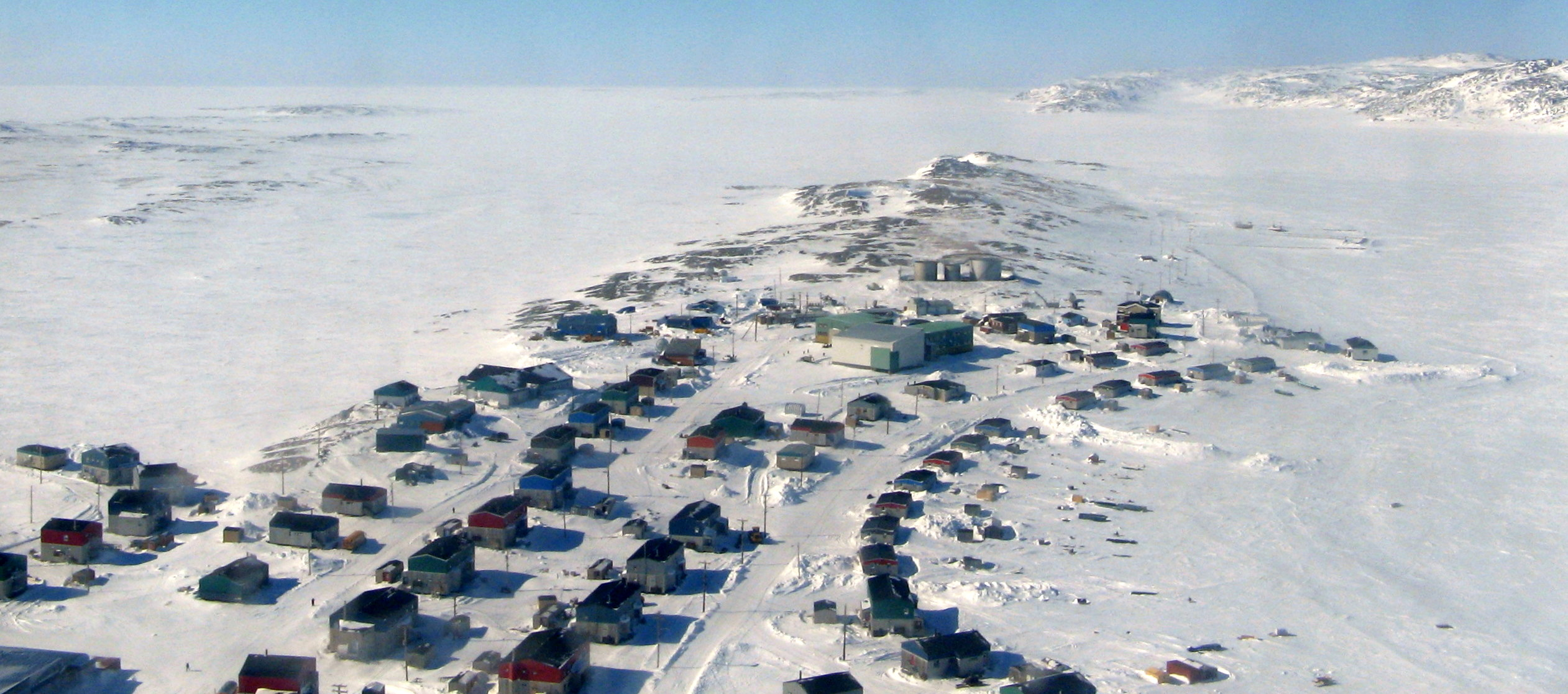
Foto de Akulivik desde las alturas

Akulivik es una aldea esquimal en Nunavik, al norte de Quebec. Según el censo canadiense de 2006 la población es de 507 habitantes. Está localizada en la península que sobresale al suroeste en la Bahía de Hudson frente a la Isla Smith (Qikirtajuaq). Akulivik está en el paralelo 60 a 1,850 km al norte de Montreal.

## Toponimia
Akulivik significa en el dialecto Nunavik: "Punta central de un kakivak", toma su nombre de la geografía circundante. Hallado en una península entre dos bahías, la zona evoca la forma de un kakivak, un tradicional arpón en forma de tridente usado para la pesca.
Inaccesible por medio de carretera, Akulivik posee un pequeño aeropuerto: Akulivik airport.

## Historia
Akulivik fue incorporado como comunidad en 1976. Los esquimales (o inuits) han vivido en el área por miles de años. En 1610, el explorador Henry Hudson pasó por la isla de Qikirtajuaq, cerca del actual Akulivik. 

## Transporte
Está ciudad es servida por el Aeropuerto de Akulivik.

## Lectura adicional
- Kaminski, Gregory. Operations Report of the Research on Lake Isurqutuuq [Sic] Near Akulivik, Eastern Hudson Bay, Northern Quebec, 1994. [Quebec]: Kuujjuaq Research Centre, 1994.
- Makivik Corporation, and Administration régionale de Kativik (Quebec). The Life History and Subsistence Use of Arctic Charr in Northern Quebec, with Case Studies in Payne Bay, Akulivik, & George River. [Kuujjuaq, Quebec]: Kativik Regional Government, Hunter Support Program, 1981.
- The Way We Live Sculptures by Levi Alasuak from Akulivik. Mississauga, Ont: Tuttavik, 1988.